# Theora (małże)
Theora – rodzaj małży zaliczanych do rodziny Semelidae.